# Королівський ботанічний сад (Кренбурн)
Королівський ботанічний сад (англ. Royal Botanic Gardens) — ботанічний сад у Кренбурні (штат Вікторія, Австралія). Був створений у 1970 році, відкритий для публіки у 1989 році, але Австралійський сад відкритий тільки 30 травня 2006 року. Ботанічний сад є членом Міжнародної ради ботанічних садів з охорони рослин (BGCI). 

## Графік роботи
Ботанічний сад відкритий з 9:00 до 17:00 щодня, крім Різдва (25 грудня).
Вхід до ботанічного саду вільний.

## Історія
Корінні австралійці бун вуррунг населяли територію навколо Кранборна ще в доєвропейські часи. Ще у 1820-х роках на місці Кранбурнських садів видобували пісок, який використовувався для будівництва Мельбурна та його передмість, в основному для забезпечення будівельних робіт. Військові використовували цю територію з 1889 до 1953 року, а також видавалися приватні ліцензії на видобуток піску, випасання худоби та заготівлю деревини.
У 1970 році територія була названа підрозділом Королівських ботанічних садів Вікторії, що займається дослідженням і збереженням австралійських рослин. Сади не були відкриті для відвідувачів до 1989 року. Австралійський сад планувався і розроблявся протягом декількох років, і нарешті відкрився для широкої публіки 30 травня 2006 року, привернувши увагу 15 000 відвідувачів у день відкриття.

## Опис
Королівський ботанічний сад у Кренбурні є підрозділом Королівського ботанічного саду у Мельбурні. Ботанічний сад розташований в південно-східному передмісті Мельбурна, за 45 км від центру мегаполісу. Спеціалізується на дослідженні і збереженні місцевих австралійських рослин. Загальна площа ботанічного саду 363 га.
Сад включає вересове пустище, водно-болотні угіддя та ділянки лісу, що забезпечують середовище проживання для місцевих птахів, ссавців і рептилій, в тому числі рідкісних і зникаючих видів. Тут можна знайти 370 видів місцевих рослин, 20 видів ссавців і 11 видів земноводних.
Центром Королівського ботанічного саду є спеціально створений Австралійський сад, який включає ряд спеціалізованих садів і виставок, спрямованих на те, щоб донести красу австралійських рослин і пейзажів до відвідувачів. На території саду росте 170 тисяч австралійських рослин.
За межами австралійського саду прокладено 10 км пішохідних маршрутів, побудована оглядова вежа, створені відокремлені місця для пікніків і барбекю.

## Галерея

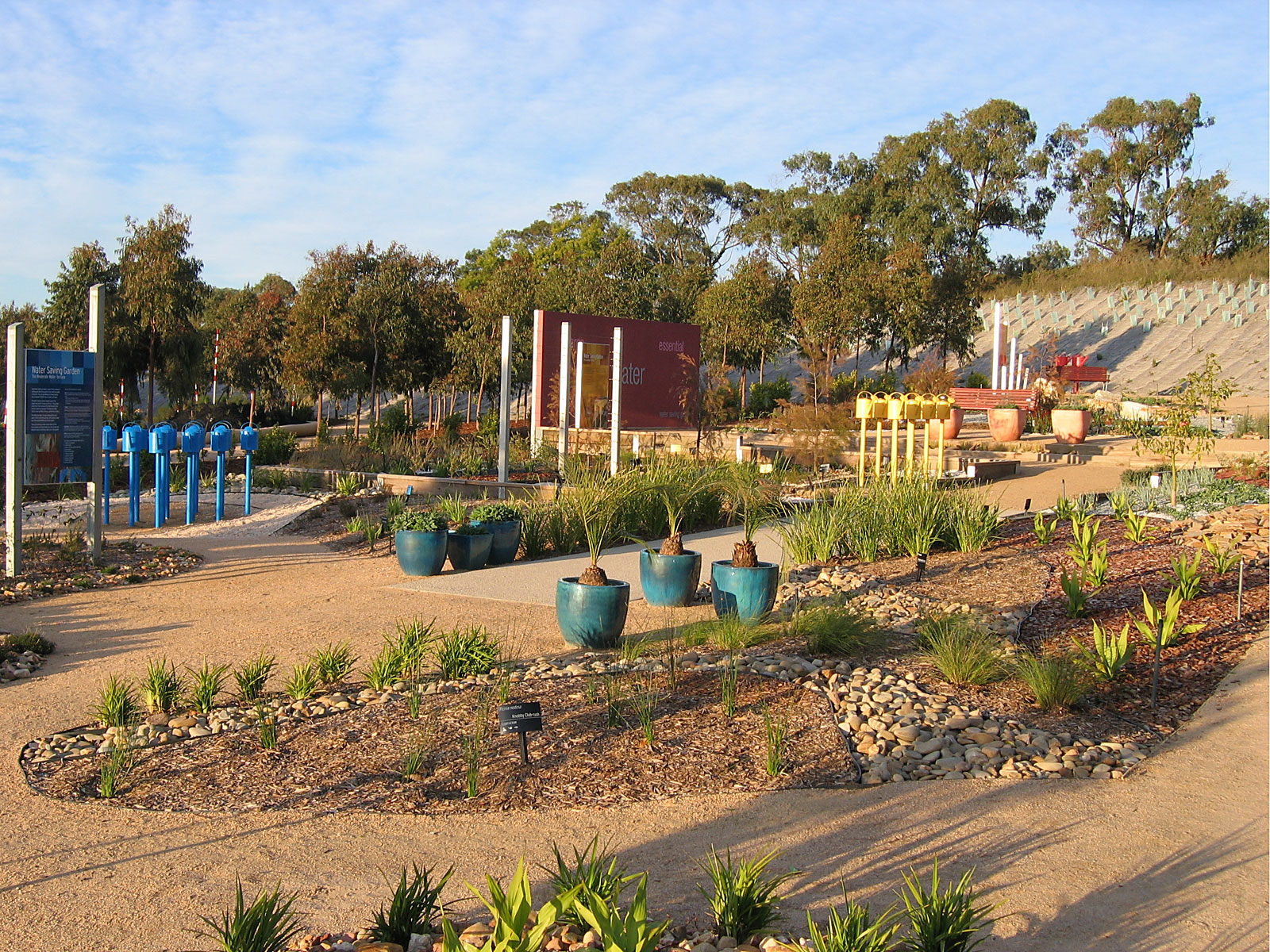
Сад водозбереження
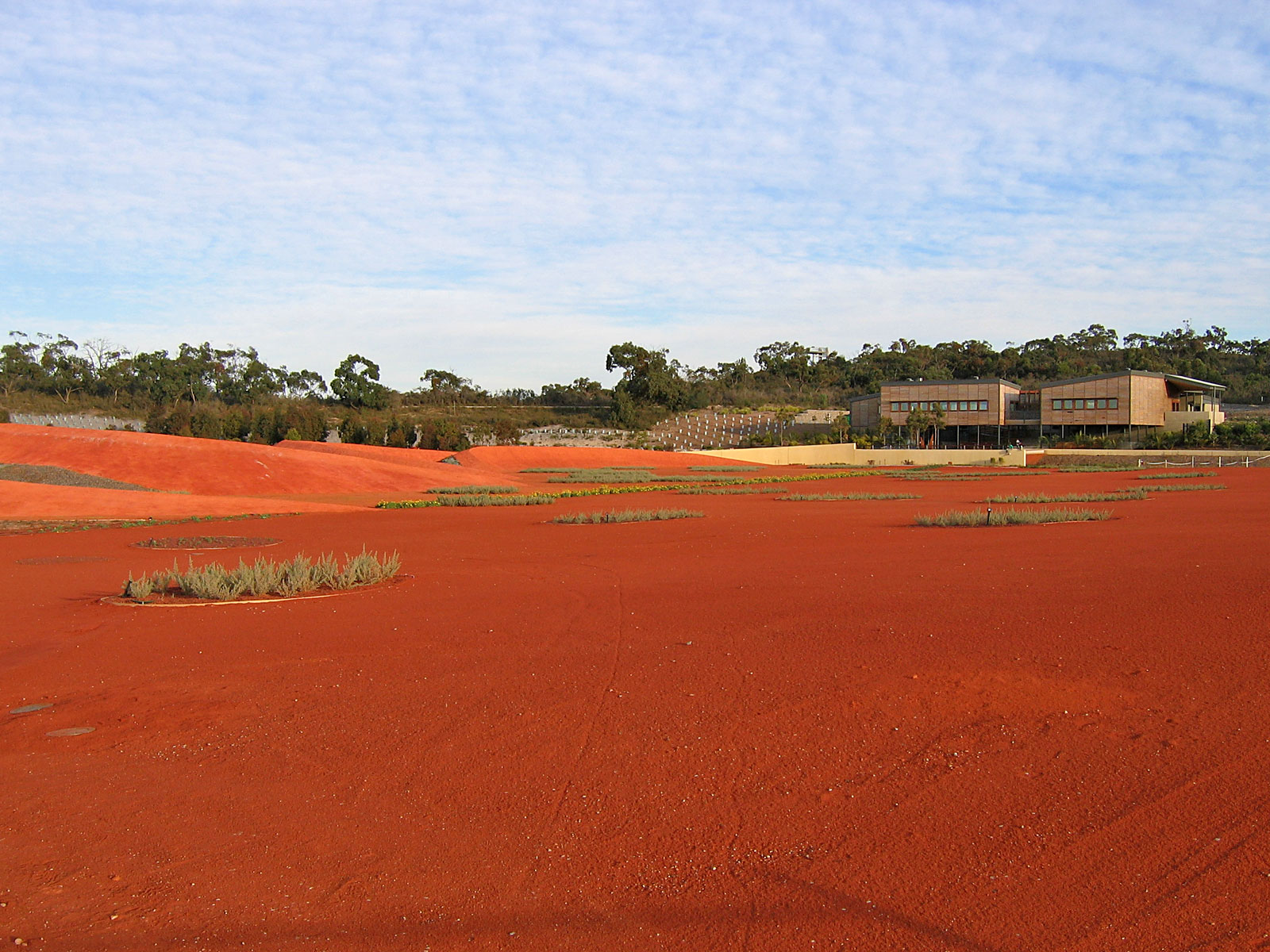
Сад червоного піску
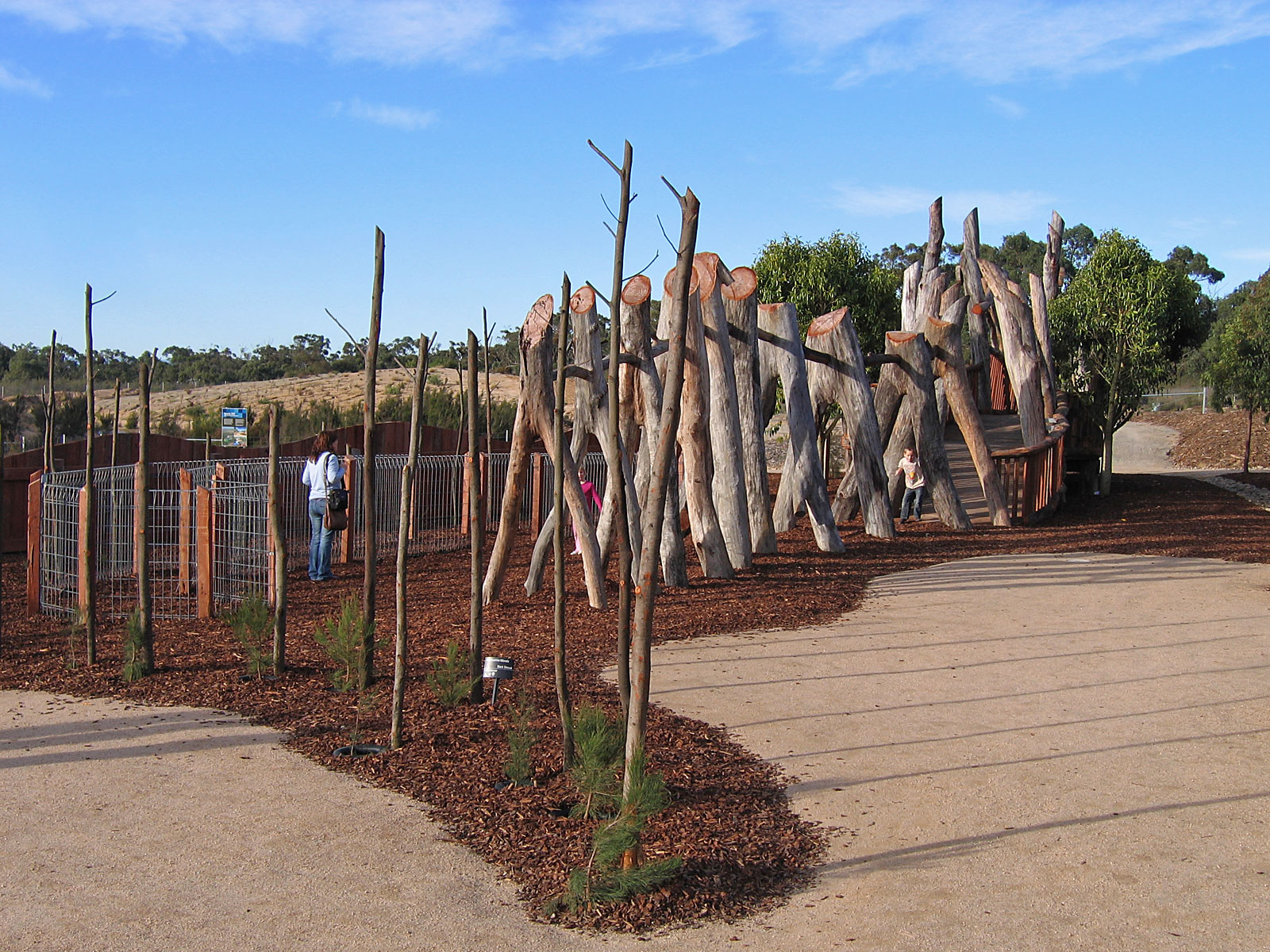
Дитячий майданчик
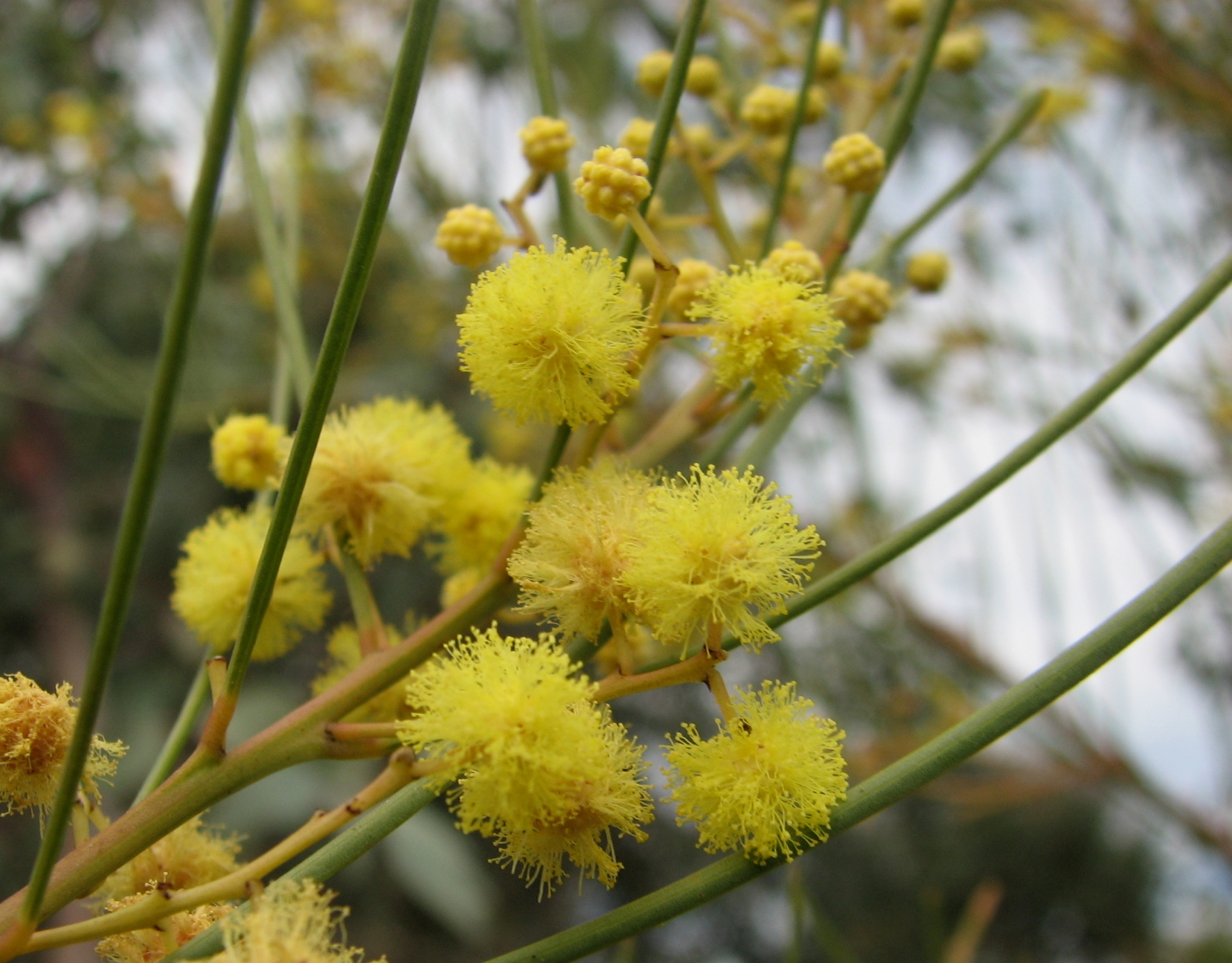
Acacia subulata
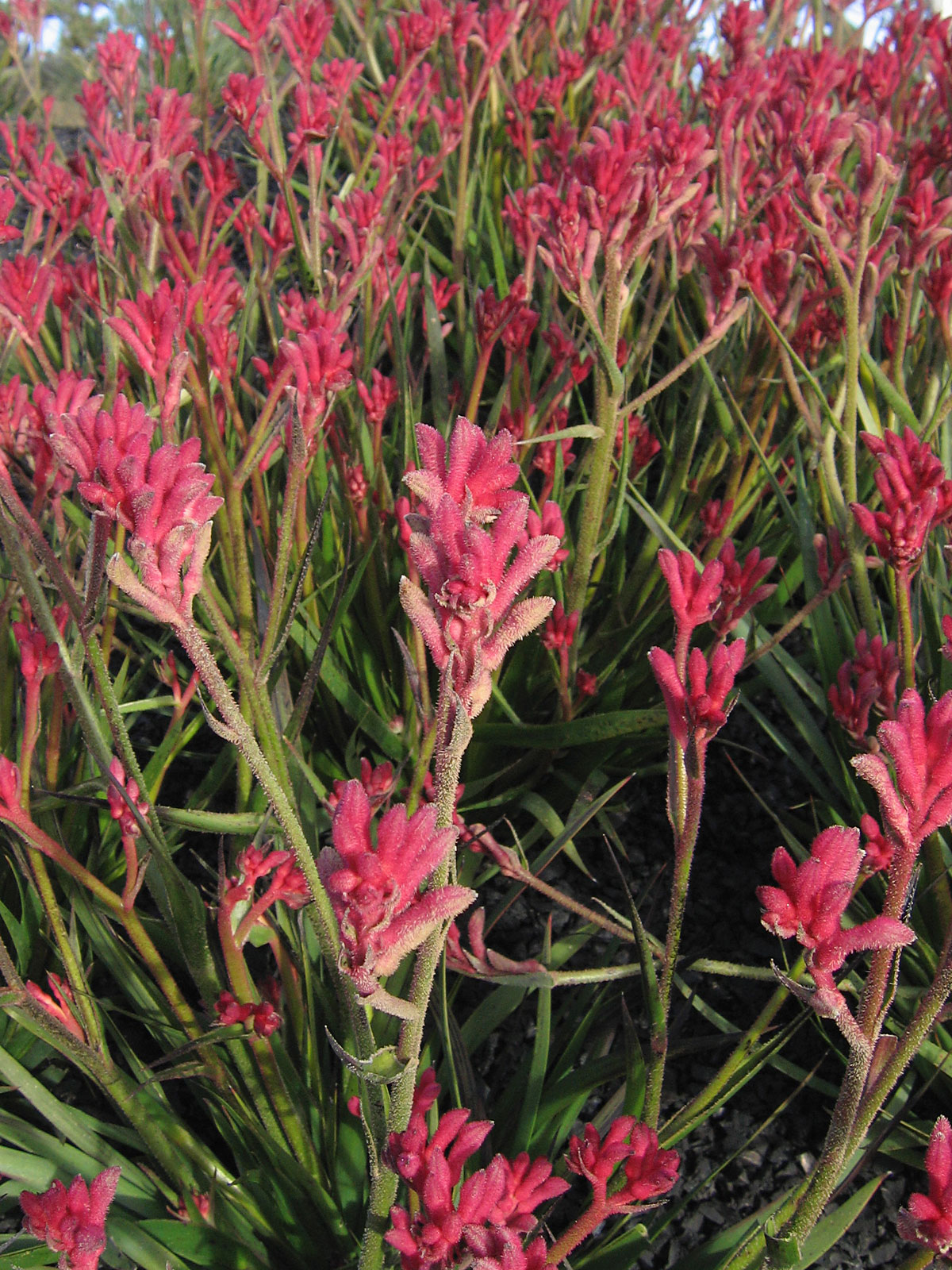
Anigozanthos
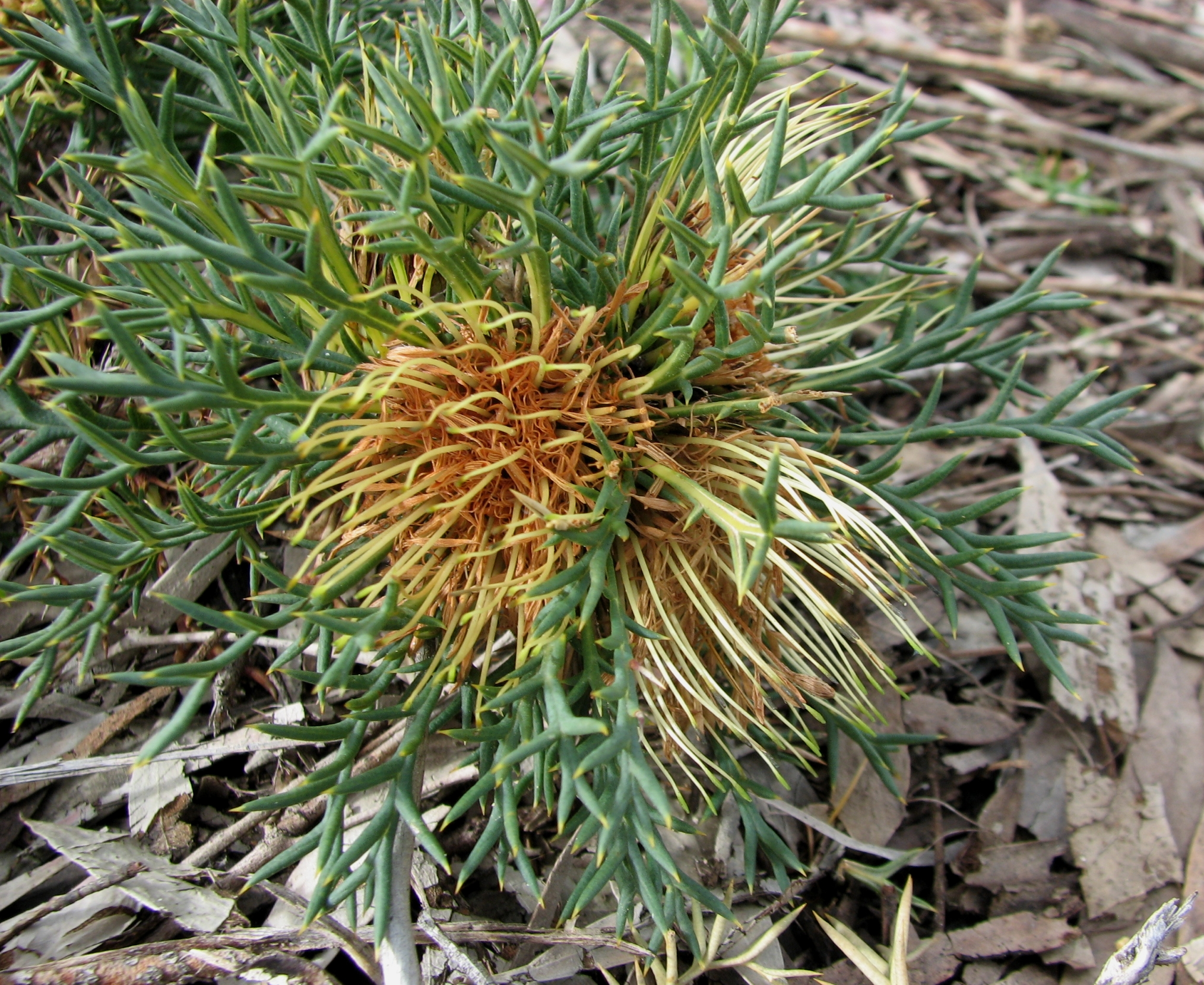
Banksia fraseri
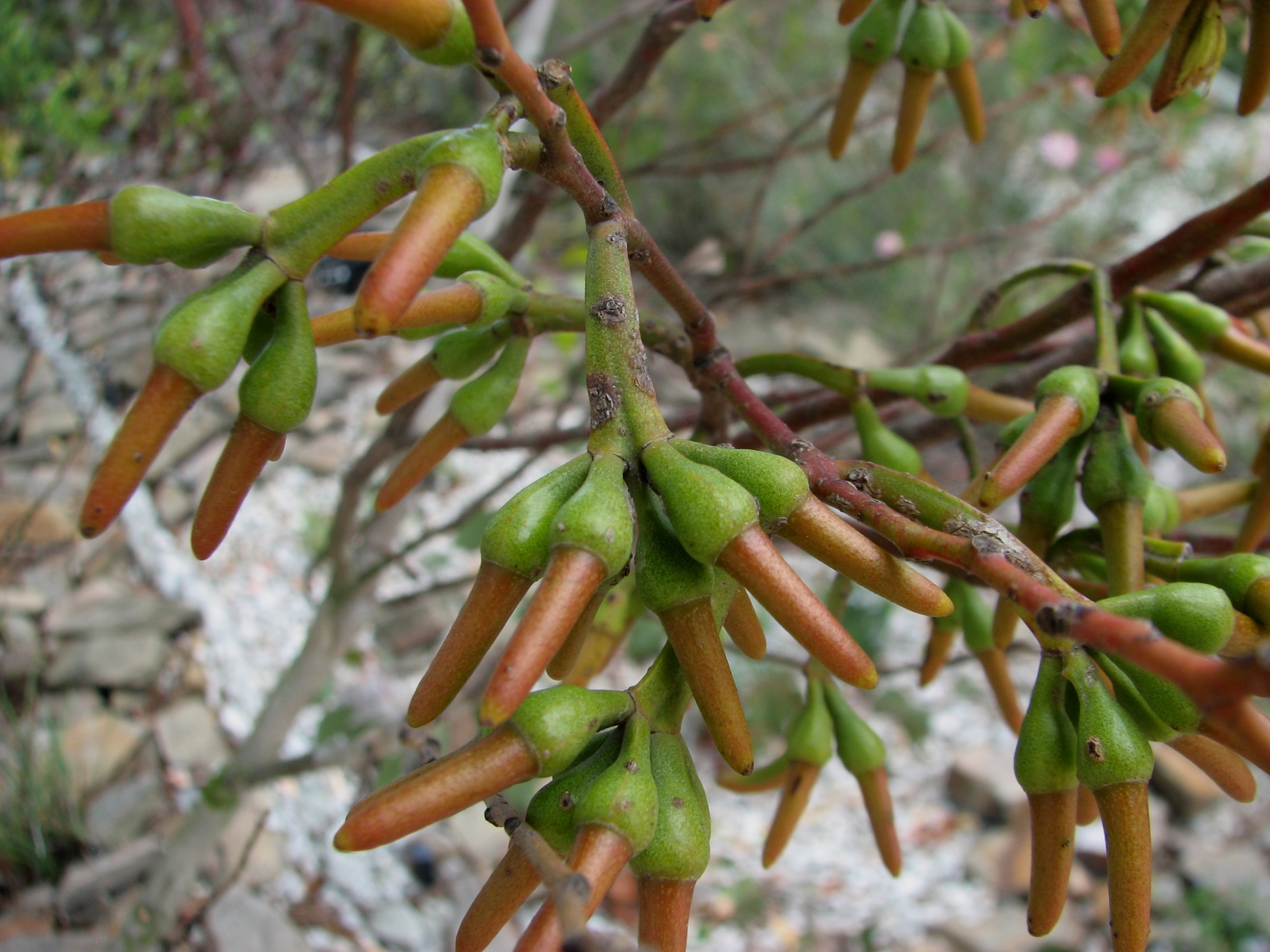
Eucalyptus eremophila
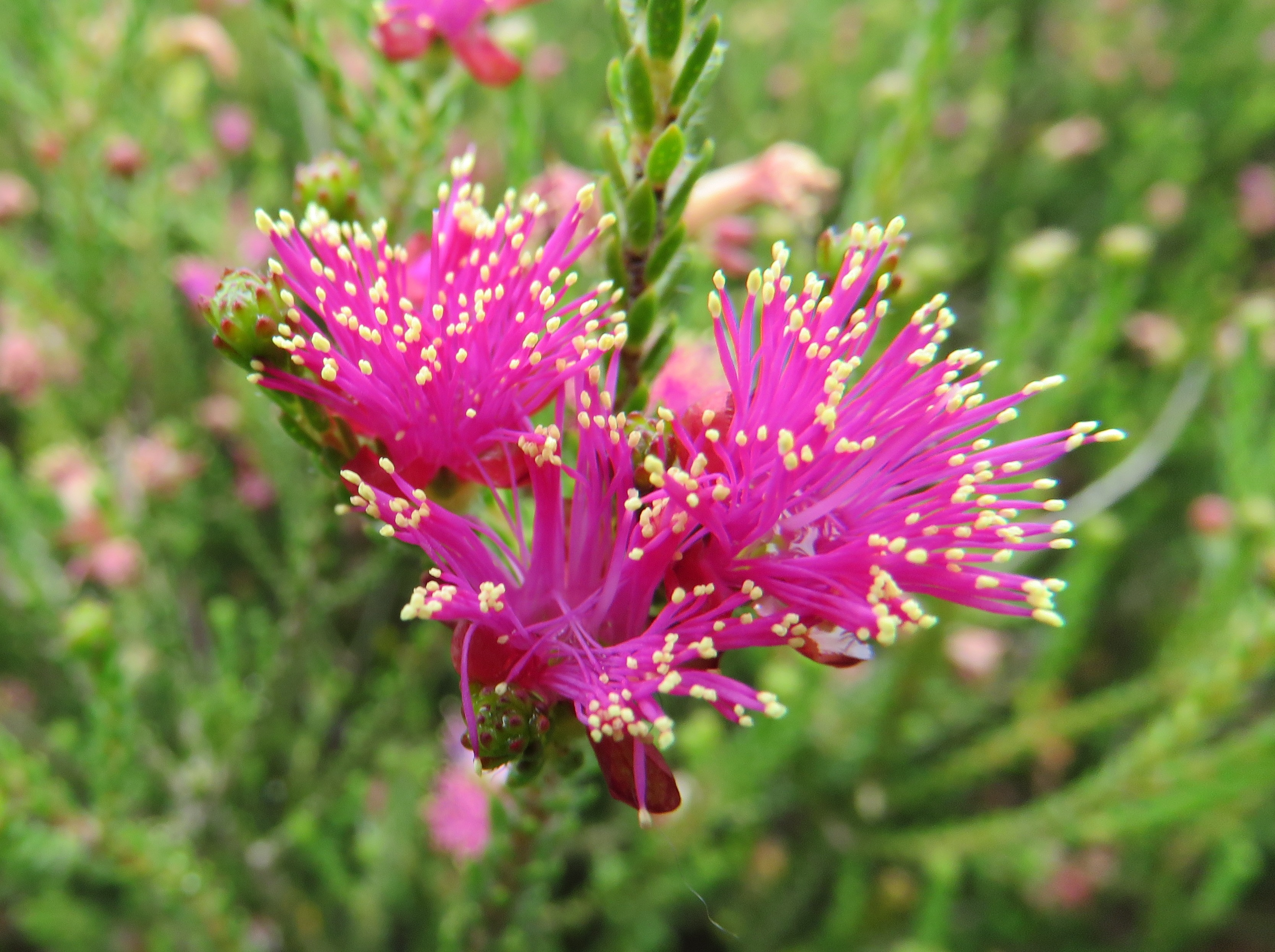
Eremaea fimbriata
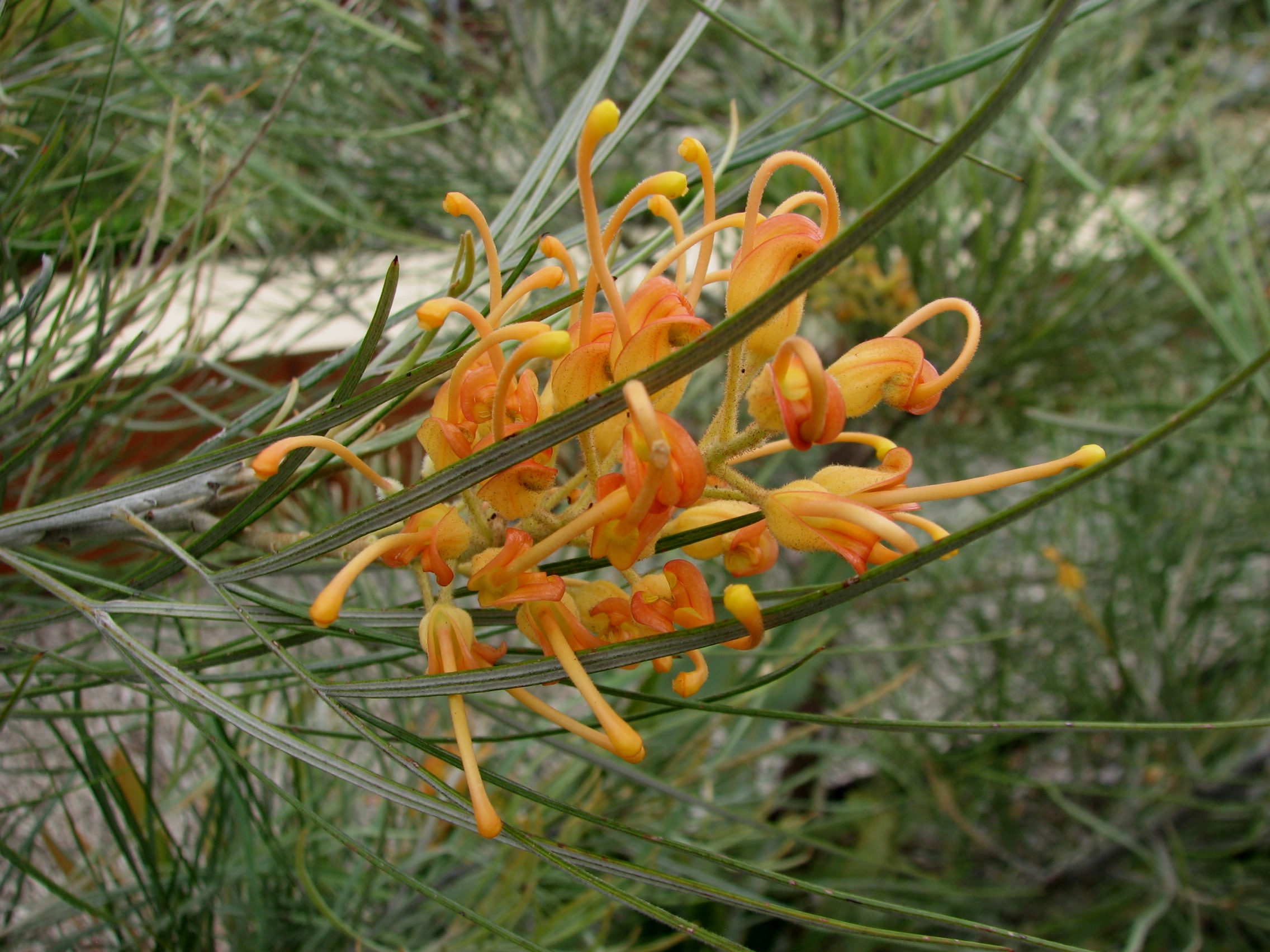
Grevillea Дотик Мідаса
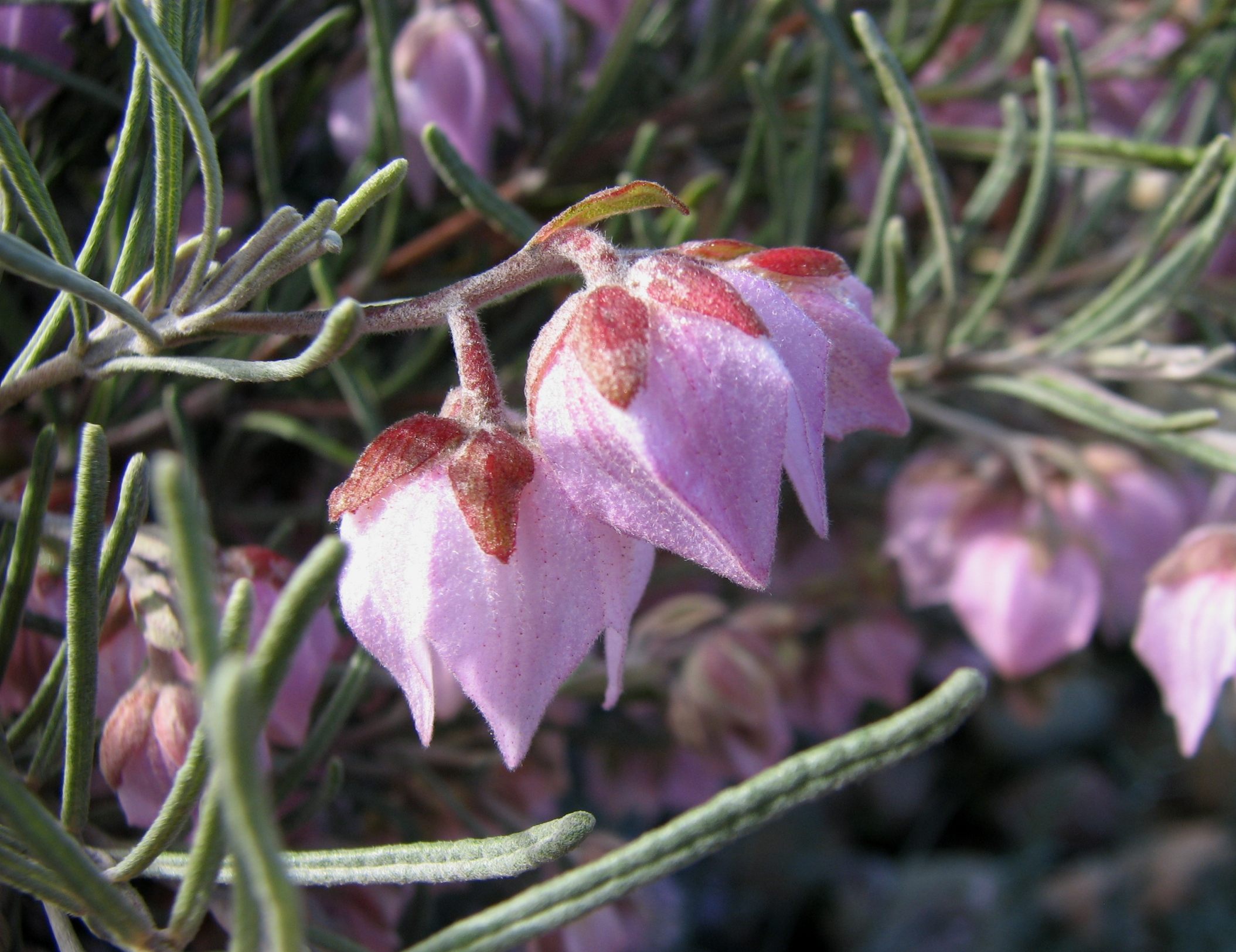
Guichenotia macrantha
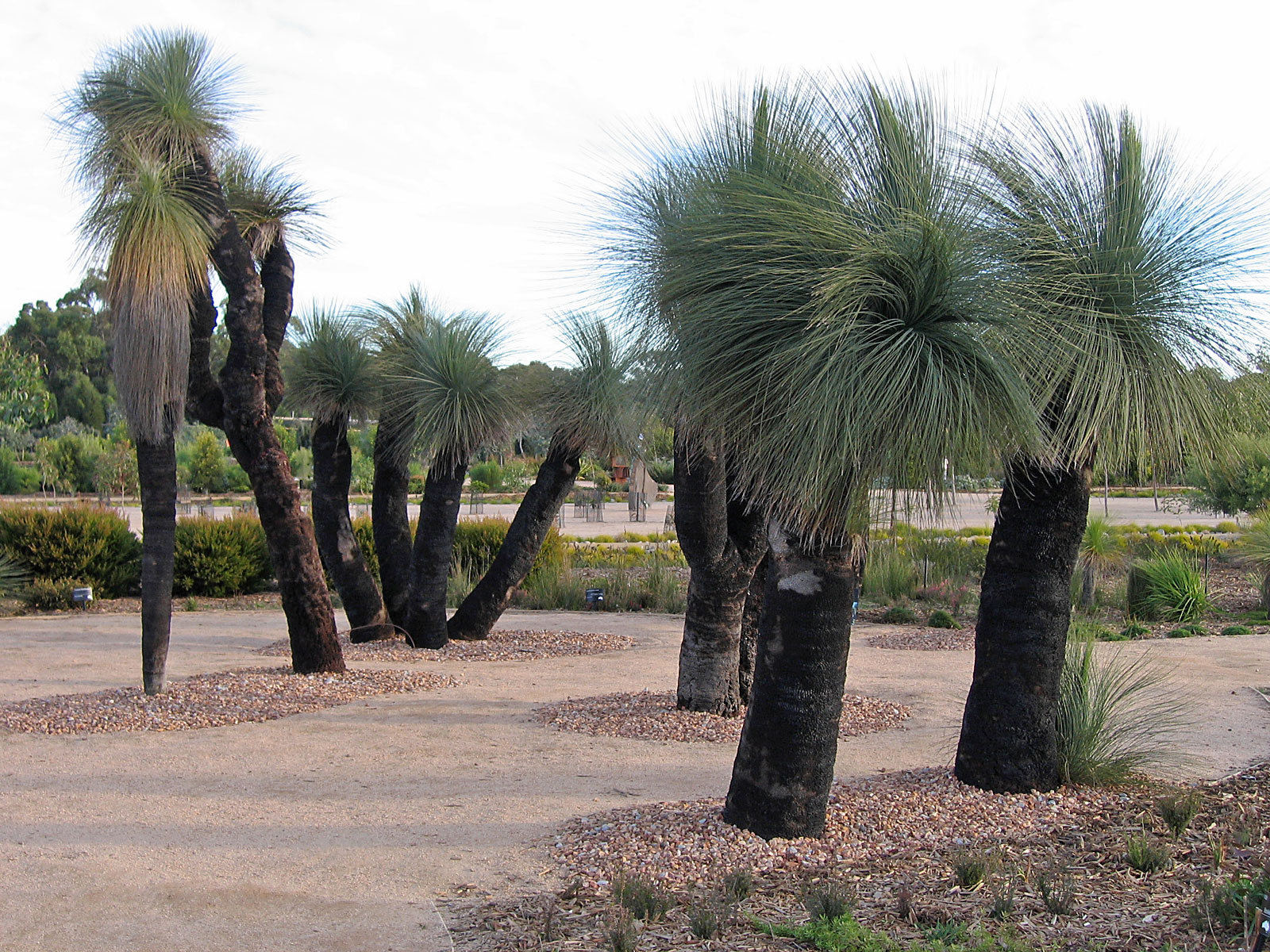
Kingia australis
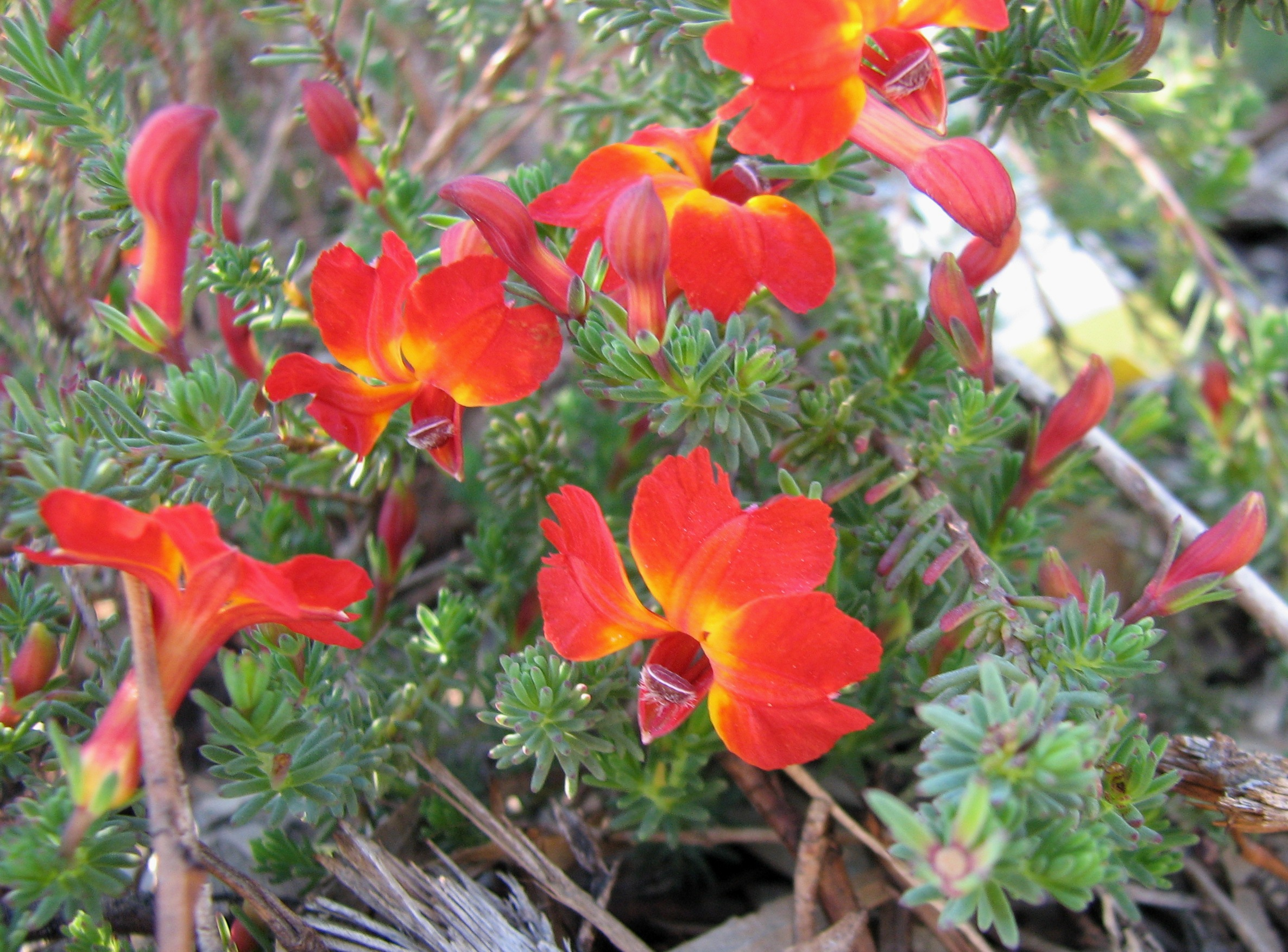
Lechenaultia formosa
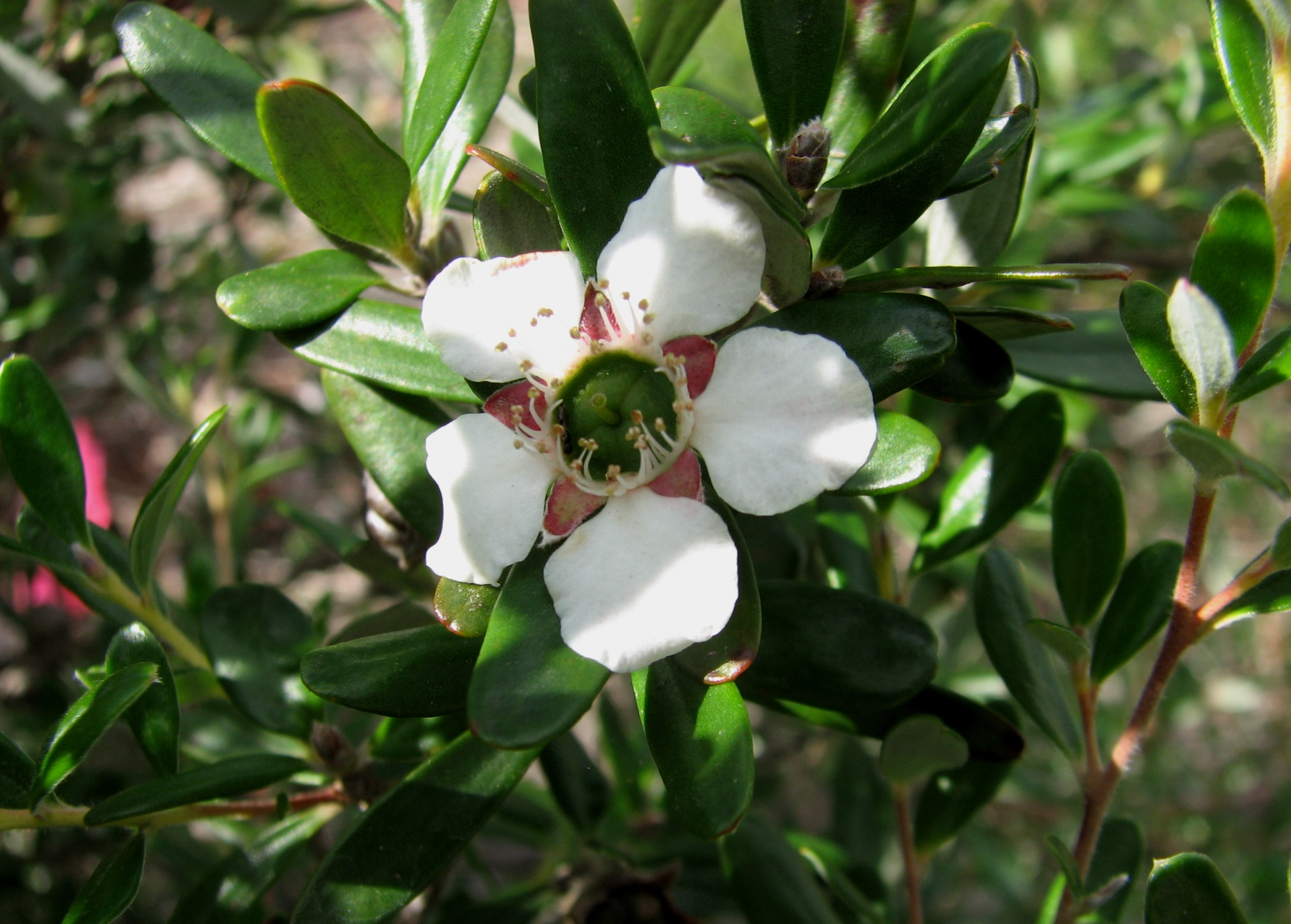
Leptospermum deuense
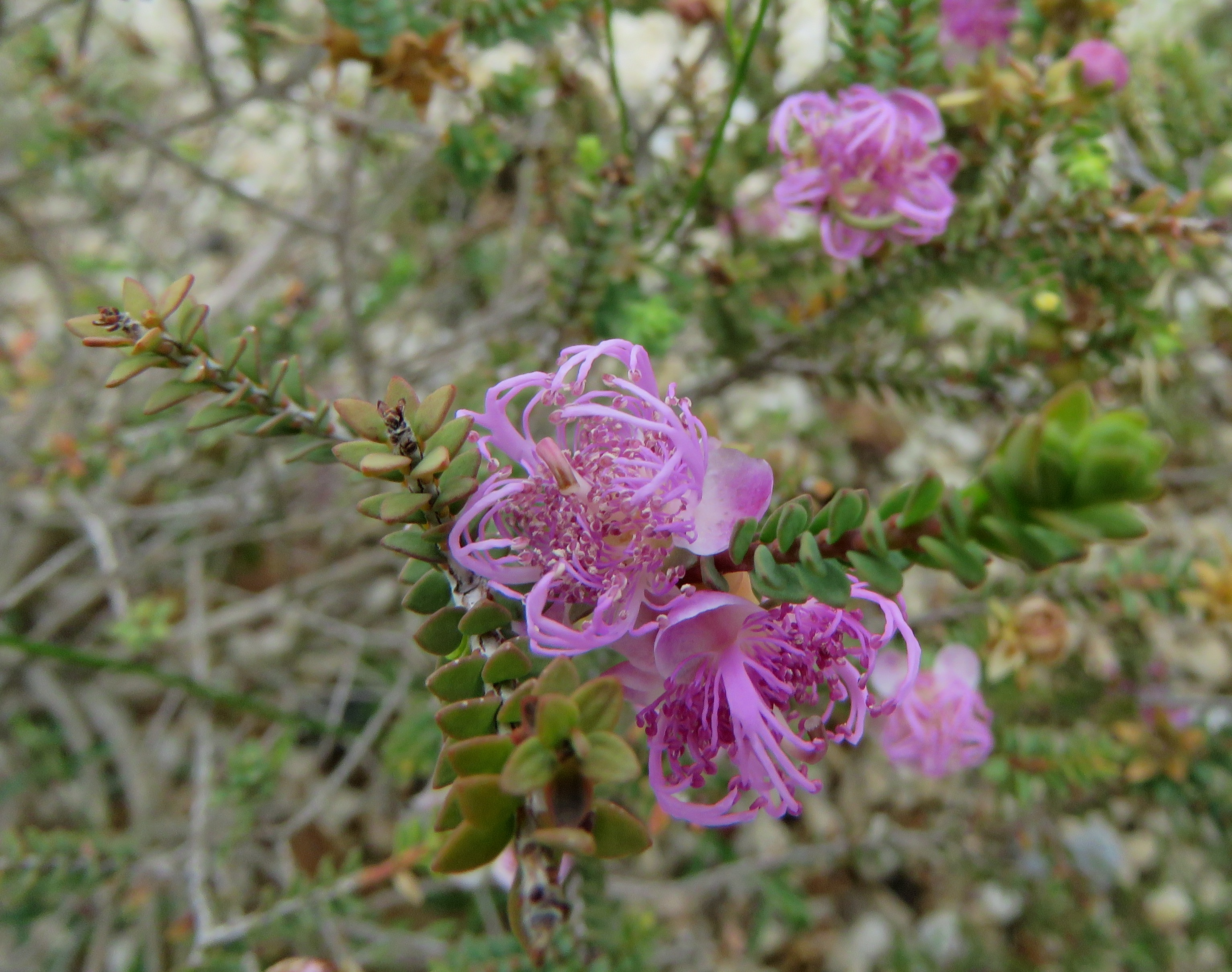
Melaleuca pulchella
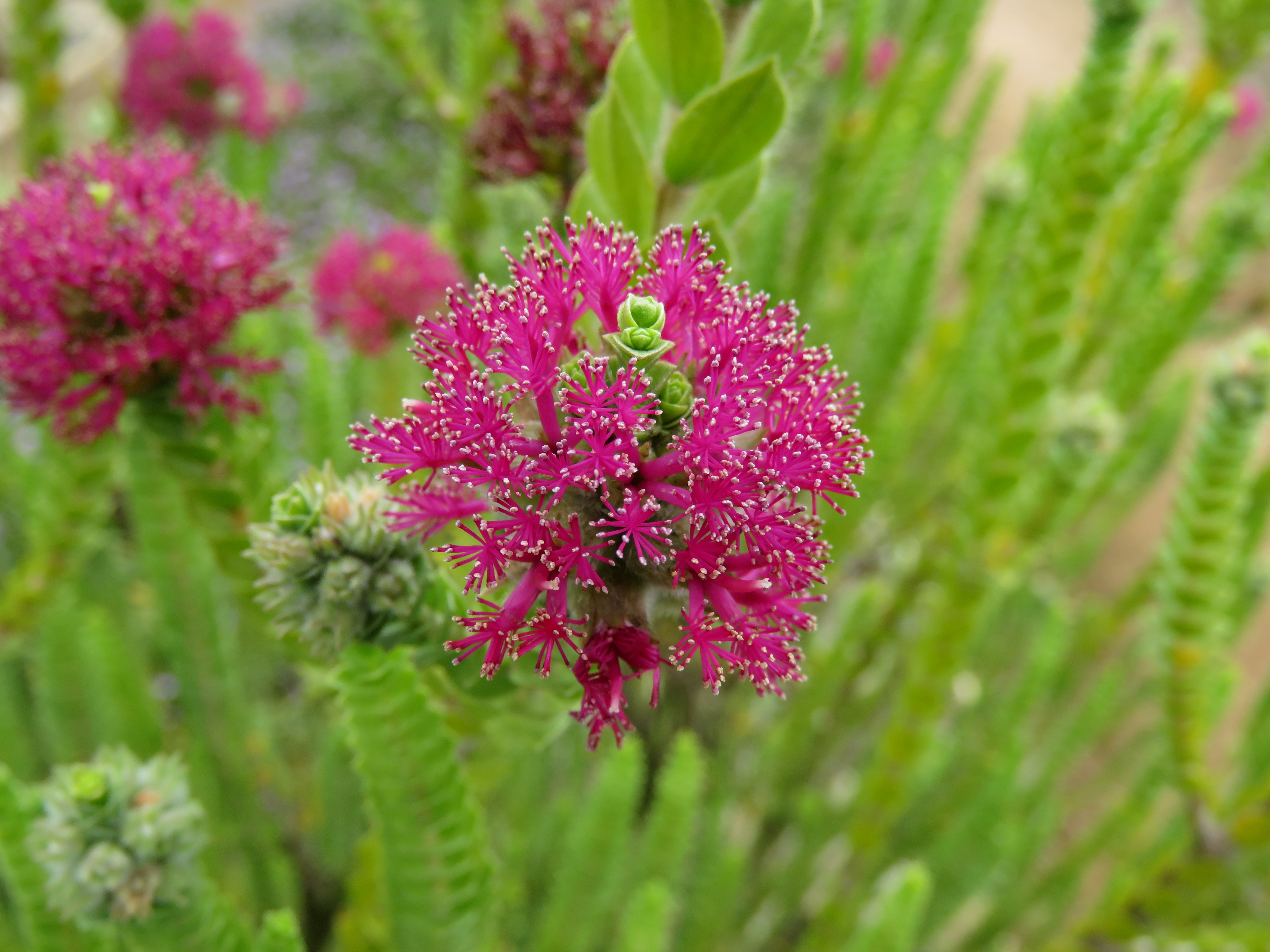
Regelia megacephala
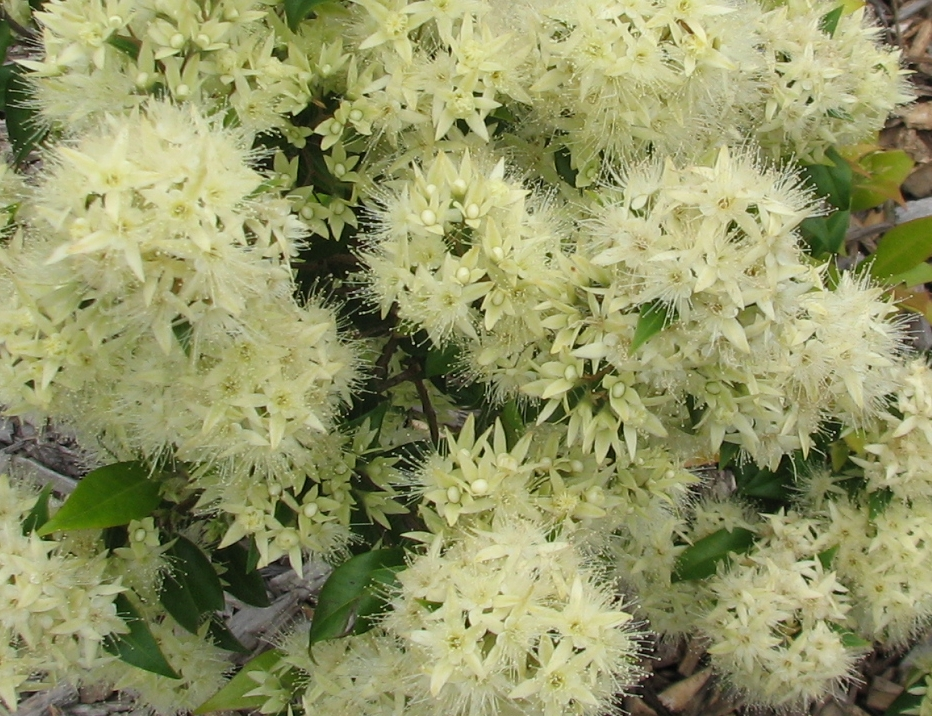
Syzygium anisatum
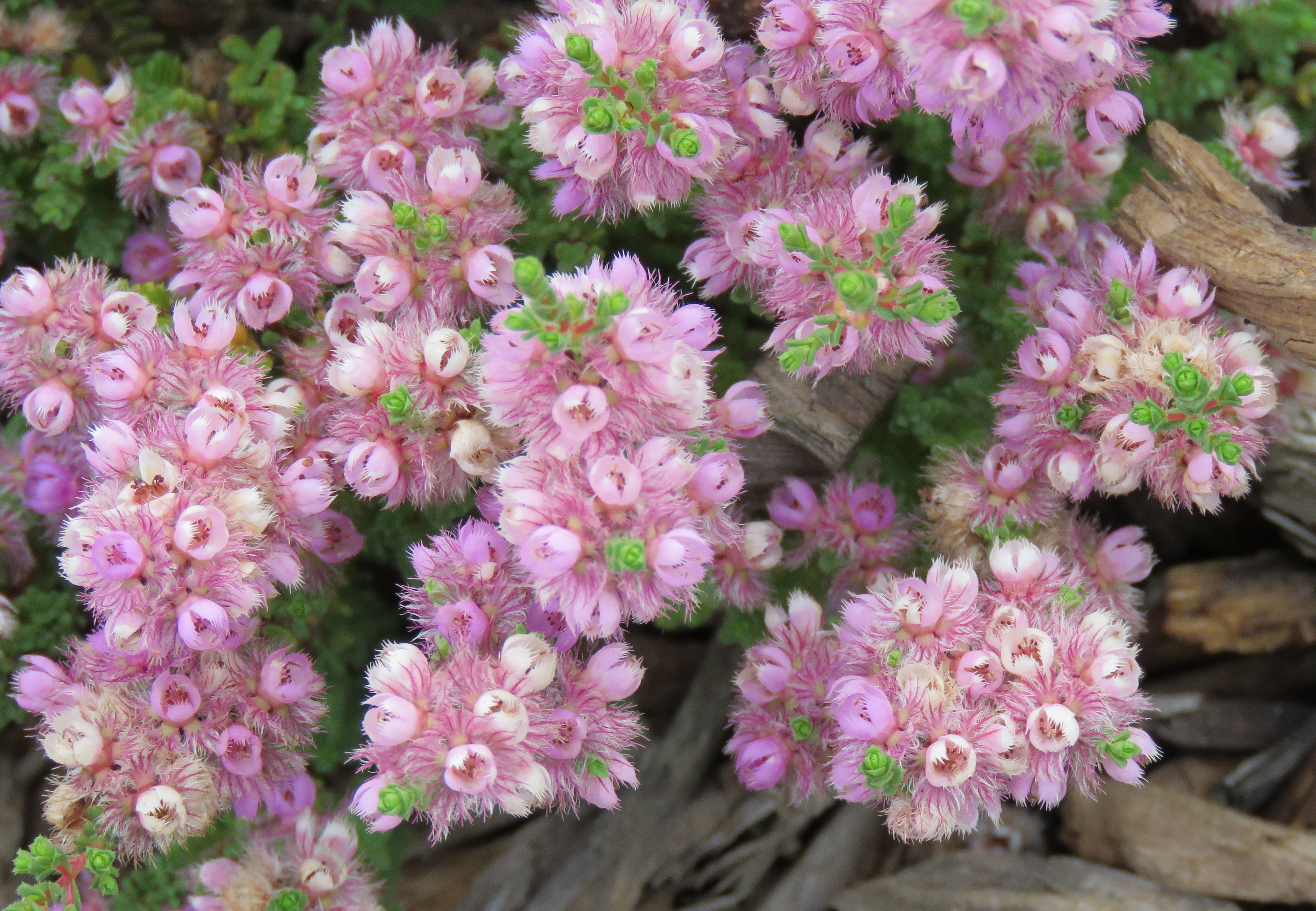
Verticordia halophila